# Отомо но Якамоті
Отомо но Якамоті (яп. 大伴家持, おおとものやかもち; 718 (?) — 785) — японський урядовець і поет 8 століття, періоду Нара. Син поета Отомо но Табіто.
За життя займав різні чиновницькі посади у столиці і регіонах: був провінціалом провінцій Еттю, Ісе, Імператорським радником тюнаґоном, головою Військового, Центрального міністерства, міністерства народних справ, сецудоші (типу цзєдуши) Темногірського краю, головою дадзайфу.
У 784—785 роках на посаді сейї-сьоґуна придушував повстання еміші на півночі Хонсю.
Є автором найбільшої частини віршів, а також одним з упорядників стародавньої японської поетичної збірки «Манйосю». Вважається представником поезії «пізнього Манйосю», одним з так званих «36 видатних поетів Японії».